# Denis O'Hare
Denis O'Hare (Kansas City, Misuri, 17 de enero de 1962) es un actor Irlandeses estadounidenses reconocido por sus participaciones premiadas en Take Me Out y Sweet Charity y más recientemente por su papel del rey vampiro Russell Edgington en la serie True Blood, de HBO. Destaca también por sus diferentes roles en la serie American Horror Story: interpretó al deforme Larry en American Horror Story: "Murder House", al mayordomo Spalding en American Horror Story: "Coven", al timador Stanley en American Horror Story: "Freak Show", a la transgénero Liz en American Horror Story: "Hotel" y al profesor Elías en American Horror Story: "Roanoke".

## Biografía
Nació en Kansas City, Misuri, y creció en los suburbios de Detroit, viviendo en Southfield y Bloomfield Hills hasta que tuvo 15 años y su familia se mudó a Wing Lake.
Con su madre música, creció tocando el órgano de la iglesia.
En la adolescencia estaba en el coro de la escuela y en 1974 fue a su primera audición ganando un papel en el coro de una producción de teatro comunal de Show Boat.
En 1980 abandonó Detroit para ir a Chicago y estudiar teatro en la Universidad de Northwestern.
O'Hare tiene doble nacionalidad de Irlanda y Estados Unidos. Reconoció su homosexualidad durante la escuela secundaria. 
Ganó un Premio Tony como Mejor actor destacado en una obra de teatro por su interpretación en Take Me Out, en donde sus largos monólogos en los que se enamora lentamente del béisbol fueron considerados la razón mayor del premio. Ganó, en 2005, el premio Drama Desk como Mejor actor destacado en un Musical por su papel de Oscar Lindquist en Sweet Charity.
En 2004 interpretó a Charles J. Guiteau en la producción de Broadway del musical Assassins de Stephen Sondheim, por lo que fue nominado a otro Premio Tony pero en la categoría de Mejor actor destacado en un musical. Perdió con su coprotagonista Michael Cerveris quien interpretó a John Wilkes Booth.
Antes de aparecer en esos espectáculos, estuvo en la versión del año 1998 del musical Cabaret, en donde tuvo el papel de Ernst Ludwig en el escenario y el clarinete en la orquesa, "La banda Kit Kat".
O'Hare participó en una presentación de Saint Maybe transmitida en Hallmark Hall of Fame. Tuvo participaciones en varios episodios de Law & Order y sus derivados Law & Order: Special Victims Unit y Law & Order: Criminal Intent. En 2008 participó como invitado en muchos episodios de Brothers & Sisters. Sus créditos en cine incluyen The Anniversary Party, 21 gramos, Garden State, Derailed (2005), Michael Clayton, A Mighty Heart, Half Nelson, Milk, Edge of Darkness y Charlie Wilson's War.
En 2009 interpretó a Phillip Steele (un personaje amalgamado basado en los amigos de Quentin Crisp Phillip Ward y Tom Steele) en la película biográfica de televisión titulada An Englishman in New York.
En 2010, O'Hare se unió al elenco del programa de HBO True Blood en la tercera temporada, interpretando a Russell Edgington, el vampiro de 2.700-2.800 años, rey de Misisipi.
Recientemente ha aparecido recurrentemente como el juez Charles Abernathy en el drama televisivo The Good Wife.
También ha participado activamente en la conocida serie 'American Horror Story' interpretando personajes principales.

## Filmografía
| Cine            | Cine                                | Cine                                                                  | Cine                                                       |
| Año             | Título                              | Rol                                                                   | Notas                                                      |
| --------------- | ----------------------------------- | --------------------------------------------------------------------- | ---------------------------------------------------------- |
| 1997            | St. Patrick's Day                   | Russell                                                               |                                                            |
| 1998            | River Red                           | Padre                                                                 |                                                            |
| 1999            | Sweet and lowdown                   | Jake                                                                  |                                                            |
| 2001            | Anniversary Party                   | Ryan Rose                                                             |                                                            |
| 2003            | 21 gramos                           | Dr. Rothberg                                                          |                                                            |
| 2004            | Garden State                        | Albert                                                                |                                                            |
| 2005            | Derailed                            | Jerry el abogado                                                      |                                                            |
| 2005            | Heights                             | Andrew                                                                |                                                            |
| 2006            | Half Nelson                         | Jimbo                                                                 |                                                            |
| 2007            | Charlie Wilson's War                | Harold Holt                                                           |                                                            |
| 2007            | Awake                               | Analista de noticias financieras                                      |                                                            |
| 2007            | The Babysitters                     | Stan Lyner                                                            |                                                            |
| 2007            | Michael Clayton                     | Sr. Greer                                                             |                                                            |
| 2007            | A Mighty Heart                      | John Bussey                                                           |                                                            |
| 2007            | Rocket Science                      | Doyle Hefner                                                          |                                                            |
| 2007            | Trainwreck: My Life as an Idiot     | Mike                                                                  |                                                            |
| 2008            | Milk                                | Senador John Briggs                                                   |                                                            |
| 2008            | Quarantine                          | Randy                                                                 |                                                            |
| 2008            | Changeling                          | Dr. Jonathan Steele                                                   |                                                            |
| 2008            | Baby Mama                           | Dr. Manheim                                                           |                                                            |
| 2008            | Pretty Bird                         | Chuck                                                                 |                                                            |
| 2009            | The Proposal                        | Sr. Gilbertson                                                        |                                                            |
| 2009            | Duplicity                           | Duke Monahan                                                          |                                                            |
| 2009            | An Englishman in New York           | Phillip Steele                                                        |                                                            |
| 2009            | Brief Interviews with Hideous Men   | Sujeto #3                                                             |                                                            |
| 2010            | Eagles of the Night                 | Él mismo                                                              |                                                            |
| 2010            | Edge of Darkness                    | Moore                                                                 |                                                            |
| 2013            | Dallas Buyers Club                  | Dr. Sevard                                                            |                                                            |
| 2018            | Vida privada                        | Dr. Dordick                                                           |                                                            |
| 2018            | Lizzie                              | John Morse                                                            |                                                            |
| 2019            | Late Night                          | Brad                                                                  |                                                            |
| 2019            | The Goldfinch                       | Lucius Reeve                                                          |                                                            |
| 2019            | Swallow                             | Erwin                                                                 |                                                            |
| 2022            | Infinite Storm                      | Dave                                                                  |                                                            |
| Televisión      |                                     |                                                                       |                                                            |
| Año             | Título                              | Rol                                                                   | Notas                                                      |
| 1993–03         | Law & Order                         | Harold Morrissey / James Smith / Phil Christie / Father Richard Hogan | 4 episodios                                                |
| 2000 2013       | Law & Order: Special Victims Unit   | Jimmy Walt / Padre Shea                                               | 2 episodios                                                |
| 2001–02         | 100 Centre Street                   | Lou                                                                   | 3 episodios                                                |
| 2007–09         | Brothers & Sisters                  | Travis March                                                          | 12 episodios                                               |
| 2008            | Law & Order: Criminal Intent        | Padre Shea                                                            | Episodio: "Last Rites"                                     |
| 2009–10         | CSI: Miami                          | Evan Talbot                                                           | 3 episodios                                                |
| 2009–16         | The Good Wife                       | Juez Charles Abernathy                                                | 9 episodios                                                |
| 2010–12         | True Blood                          | Russell Edgington                                                     | Antagonista principal 11 Episodios                         |
| 2011–16 2021–23 | American Horror Story               | Larry Harvey                                                          | Primera Temporada Murder House / Principal (8 episodios)   |
| 2011–16 2021–23 | American Horror Story               | Spalding                                                              | Tercera Temporada Coven / Principal (10 episodios)         |
| 2011–16 2021–23 | American Horror Story               | Stanley Spencer                                                       | Cuarta Temporada Freakshow / Principal (10 episodios)      |
| 2011–16 2021–23 | American Horror Story               | Liz Taylor/ Nick Pryor                                                | Quinta Temporada Hotel / Principal (11 episodios)          |
| 2011–16 2021–23 | American Horror Story               | Dr. Elías Cunningham                                                  | Sexta Temporada Roanoke / Principal (4 episodios)          |
| 2011–16 2021–23 | American Horror Story               | Holden Vaughn                                                         | Décima Temporada Double Feature / Principal (4 episodios)  |
| 2011–16 2021–23 | American Horror Story               | Henry                                                                 | Undécima Temporada New York City / Principal (6 episodios) |
| 2011–16 2021–23 | American Horror Story               | Dr. Hill                                                              | Duodécima Temporada Delicate / (7 episodios)               |
| 2013            | Law & Order: Special Victims Unit   | Padre Shea                                                            | Episodio 10: "Presumed Guilty"                             |
| 2014            | The Normal Heart                    | Hiram Keebler                                                         | Película para televisión                                   |
| 2014            | The Town That Dreaded Sundown       | Alfonso Gómez-Rejon                                                   | Película para televisión                                   |
| 2014            | Rake                                | Grahamm Murray                                                        | Episodio: "Cannibal"                                       |
| 2015            | Banshee                             | Agente Robert Phillips                                                | Episodio: "A Fixer of Sorts"                               |
| 2015            | The Comedians                       | Denis Grant                                                           | 5 episodios                                                |
| 2016–18         | This Is Us                          | Jessie                                                                | 4 episodios                                                |
| 2017–21         | The Good Fight                      | Juez Charles Abernathy                                                | 3 episodios                                                |
| 2017            | Broad City                          | Terry                                                                 | Episodio: "Friendiversary"                                 |
| 2017            | RuPaul's Drag Race                  | Él mismo                                                              | Episodio: "Snapch Game"                                    |
| 2019            | Big Little Lies                     | Ira Farber                                                            | 4 episodios                                                |
| 2020            | Dr. Seuss' The Grinch Musical Live! | Old Max                                                               | Especial de Televisión                                     |
| 2021            | American Gods                       | Tyr / Dr. Tyrell                                                      | 3 episodios                                                |
| 2021–23         | The Nevers                          | Dr. Edmund Hague                                                      | Principal, 10 episodios                                    |
| 2022            | American Horror Stories             | Van Wirth                                                             | Episodio: "Dollhouse"                                      |

## Teatro
| Año       | Obra             | Papel             |
| --------- | ---------------- | ----------------- |
| 1992      | Hauptmannn       | Richard Hauptmann |
| 1995      | Racing Demon     | Ewan Gilmour      |
| 1998–2004 | Cabaret          | Ernst Ludwig      |
| 2001      | Major Barbara    | Adolphus Cusins   |
| 2003–2004 | Take Me Out      | Mason Marzac      |
| 2004      | Assassins        | Charles Guiteau   |
| 2005      | Sweet Charity    | Oscar Lindquist   |
| 2007      | Inherit the Wind | E. K. Hornbeck    |
| 2010      | Elling           | Elling            |
| 2012      | Into the Woods   | The Baker         |

## Premios

### Ganados

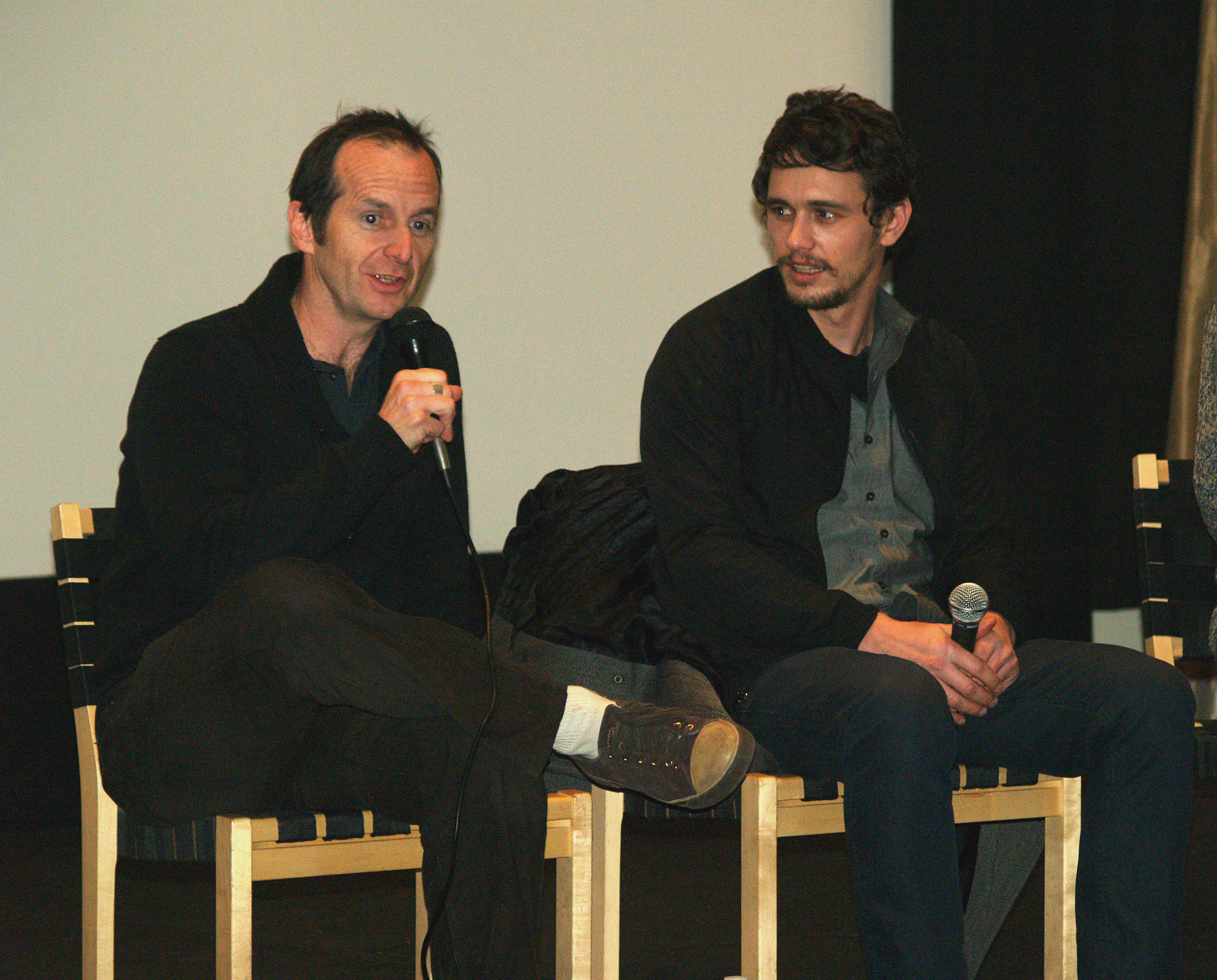
O'Hare y James Franco discutiendo sus papeles en Milk.

- 2003 Premio Broadway.com Audience - Actor Destacado Favorito en una Obra de Broadway (Take Me Out)
- 2003 Premio Clarence Derwent - Artista Masculino más prometedor (Take Me Out)
- 2003 Premio Drama Desk - Actor destacado en una Obra de teatro (Take Me Out)
- 2003 Premio Lucille Lortel - Actor Destacado (Take Me Out)
- 2003 Premio Obie - Interpretación Destacada (Take Me Out)
- 2003 Premio Outer Critics Circle - Actor destacado en una Obra de teatro (Take Me Out)
- 2003 Premios Tony - Mejor actor destacado en una obra de teatro (Take Me Out)
- 2005 Premio Drama Desk - Mejor actor destacado en un Musical (Sweet Charity)

### Nominado
- 1993 Premio Drama Desk - Mejor actor destacado en una obra de teatro (Hauptmann)
- 2003 Premio Drama League - Actuación Distinguida (Take Me Out)
- 2004 Premio Drama League - Actuación Distinguida (Assassins)
- 2004 Premios Tony - Mejor actor destacado en Musical (Assassins)
- 2005 Premio Broadway.com Audience - Actor Favorito en Musical (Sweet Charity)
- 2005 Premio Broadway.com Audience - Dúo escénico favorito (Sweet Charity)
- 2005 Premio Outer Critics Circle - Mejor actor destacado en Musical (Sweet Charity)
- 2006 Premio Drama League - Actuación Distinguida (Sweet Charity)
- 2007 Premio Drama League - Actuación Distinguida (Inherit the Wind y A Spanish Play)
- 2013 Premio del Sindicato de Actores - Mejor reparto (Dallas Buyers Club)
- 2011 Premio Emmy por - American Horror Story por Larry.
- 2015 Premio Emmy por - American Horror Story por Stanley.